# آرتور آسا برگر
آرتور آسا برگر متولد ۱۹۳۳(۱۳۱۲ شمسی) استاد بازنشسته ممتاز ارتباطات در دانشگاه ایالتی سان فرانسیسکو است. حوزه اصلی کار وی پخش رادیو تلویزیونی الکترونیک و هنرهای الکترونیک است.
او در کتاب‌های پرباری همچون شیوه‌های تحلیل رسانه‌ای (۱۹۸۲) و نشانه‌ها در فرهنگ معاصر (۱۹۸۴) به مسئله رمزگذاری در ارتباطات نشانه‌ای اشاره کرده‌است. وی رمزگان را سامانه‌ای برای تفسیر معناهای ناآشکار در شیوه‌های متفاوت ارتباطی می‌داند و بر این باور است که همه مفاهیم فرهنگی که انسان می‌بیند یا می‌شنود در حال حمل پیام‌هایی هستند.

## زندگی و فعالیت علمی
برگر در یک مدرسه مذهبی تحصیل کرد و به گفته خودش در ابتدا به سودای اینکه بتواند شغلی بیابد رشته ارتباطات را انتخاب کرد. او در سال ۱۹۵۴ از دانشگاه ماساچوست، لیسانس ادبیات و فلسفه گرفت. سپس به کسب تجربه در روزنامه‌نگاری روی آورد، با این قصد که بتواند بنویسد و ممکن است روزی به روزنامه‌نگاری حرفه ای تبدیل شود. وی در دانشکده روزنامه‌نگاری دانشگاه کالیفرنیا برکلی پذیرفته شد و از آنجا در تابستان سال ۱۹۵۴ شروع به کار کرد اما به دانشگاه آیووا منتقل شد و در آنجا توانست با افرادی مانند مارگریت یانگ همکاری کند. او همچنین توانست با گوستاو برگمان از حوزه وین، دو دوره فلسفه بگذراند. سپس به خدمت سربازی رفت. پس از سربازی، مدتی در اروپا کار کرد و سپس از دانشگاه مینه سوتا دکترای مطالعات آمریکا گرفت. برگر سپس به اروپا رفت و با برخی پژوهشگران برجسته اروپایی و از جمله امبرتو اکو چند پروژه را به انجام رساند. برگر در طی چند دهه فعالیت بیش از ۱۳۰ مقاله و هفتاد کتاب نوشته که این رزومه در کنار ترجمه آثار او به زبان‌های دیگر، از جمله چهار کتاب و یک مقدمه‌ای که به فارسی از او منتشر شده، باعث شده که او یکی از مطرح‌ترین چهره‌های علم ارتباطات در دنیا باشد. پژوهشگران بین‌المللی هزاران بار به آثار برگر ارجاع داده‌اند.

## زندگی شخصی
برگر با فلیس برگر که یک استاد فلسفه و منتقد ادبی است، ازدواج کرده و یک پسر و دختر دارد. پسر وی گابریل، دکترای ریاضی از دانشگاه هاروارد و دانشگاه کلمبیا دارد و در شرکت گوگل کار می‌کند. دختر او نینا، یک روان درمانگر و نویسنده است.

## سفر به ایران
برگر در اردیبهشت ۱۳۹۴ به دعوت دانشگاه تهران و با حمایت بنیاد ملی نخبگان، به مدت دو هفته به ایران سفر کرد و جلساتی را در حوزه‌های مطالعات رسانه، روش‌های تحقیق در رسانه و مطالعات فرهنگی در دانشگاه تهران، شیراز و اصفهان برگزار کرد. وی در این سفر، با ستایش از اینکه تعدادی از آثارش به فارسی چاپ شده‌اند، ابراز امیدواری کرد که تعداد بیشتری از این آثار در آینده ترجمه شوند.

## برخی آثار

### کتاب دورکیم مرده‌است!
«دورکیم مرده‌است» دربردارندة یک رمان پلیسی آمریکایی است. نقش اصلی را در این رمان، کارآگاه معروف شرلوک هلمز و همکارش دکتر جان واتسن به عهده دارند.
در این کتاب درسی یا رمان پر رمز و راز جامعه‌شناسی، دانشجویان می‌توانند به شرلوک هولمز و واتسون بپیوندند و همراه با آنها منطقه جدیدی را بررسی کنند که آماده شکل‌گیری جدالی جذاب است: نظریه اجتماعی. در سال ۱۹۱۰، برجسته‌ترین نظریه پردازان اجتماعی جهان در لندن، در کنفرانسی در مورد علم جدید جامعه‌شناسی حضور می‌یابند. با شروع جدال همه چیز به سرعت از هم می‌پاشد و در این بین یک جواهر به سرقت می‌رود و جامعه‌شناس مشهور امیل دورکیم ناپدید می‌شود. با توجه به تحقیقات شرلوک هولمز و واتسون، به نظر می‌رسد که تئوری اجتماعی نه تنها این اتفاقات را توضیح می‌دهد – بلکه می‌تواند علت آنها نیز باشد؛ بنابراین هولمز و واتسون در «دورکیم مرده‌است» به بررسی تئوری اجتماعی می‌پردازند و مستقیماً از کسانی که آن را مطرح می‌کنند یادمی‌گیرند: W.E.B دو بوئیز، زیگموند فروید، ولادیمیر لنین، بیتریس وب، جورج سیمل، امیل دورکیم و ماکس وبر. نظریه‌ها، زندگی و احساسات همه جامعه‌شناس‌ها فاش می‌شوند و هولمز و واتسون در می‌یابند که نظریه اجتماعی چقدر می‌تواند تأثیرگذار باشد.
پروندهٔ سرقتی که در یک کنفرانس جامعه‌شناسی در لندن رخ داده‌است به شرلوک هلمز واگذار می‌شود. این مقدمه ای می‌شود برای آشنایی شرلوک هلمز با تعدادی از برجسته‌ترین جامعه شناسان و روان شناسان هم عصرش نظیر فروید، دورکیم، زیمل، مارکس، دوبوآ و لنین. بحث‌های متعدد شرلوک هلمز و این جامعه شناسان، باب آشنایی به نظریات آنان را بر خواننده باز می‌کند. شرلوک هلمز، با شم خارق‌العاده کارآگاهی و درک عمیقی که از انگیزه‌های روانی افراد دارد، به نظریات این جامعه شناسان علاقه‌مند می‌شود و در یافتن مجرم آن‌ها را به کار می‌برد.

### کتاب روش‌های پژوهش در رسانه‌ها و ارتباطات
آرتور آسابرگر این کتاب را با نثری ساده و اغلب از زبان اول شخص نوشته‌است. او در هر فصل یک بخش طنز آورده‌است و در برخی فصل‌های خاص لطیفه‌هایی هم به کار افزوده‌است. برگر هر کاری برای دوستانه بودن کتاب و پرهیز از زبان تهدیدگر و خشک رسمی که در بیشتر کتاب‌های روش پژوهش وجود دارد، انجام داده‌است. او تلاش کرده‌است با آوردن کاریکاتورهایی که خودش ترسیم کرده و ارائه مثال‌هایی از زندگی روزمره و فرهنگ مردم پسند، نگرش جدیدی از درس روش پژوهش در ارتباطات و رسانه‌ها، در ذهن دانشجویان جوان ایجاد کند.
پژوهش چیست (پژوهش کتابخانه‌ای)، روش‌های تحلیل متنی (تحلیل نشانه شناسیک، تحلیل زبان آوری، نقد ایدئولوژیک و نقد روان کاوانه)، روش‌های کیفی تحقیق (شامل تحلیل گفتمان، مصاحبه، تحلیل تاریخی، پژوهش روش‌شناسی قومی، مشاهده مشارکتی)، روش‌های تحقیق کمی (تحلیل محتوی، پیمایش، آزمایش، درآمدی بر آمار توصیفی)، جمع‌بندی (نوزده خطای فکری رایج، نوشتن گزارش تحقیق، منابع و واژه‌نامه) عناوین بخش‌های این کتاب است.

### کتاب درآمدی به طنز پژوهی
طنزپژوهی (Humor Studies) نام زیرشاخه نوپایی از پژوهش‌های آکادمیک است که پیرامون خنده و شوخ‌طبعی شکل گرفته و شاید بتوان گفت تعریف آن به اندازة تعریف خنده و شوخ‌طبعی سهل و ممتنع است. امروز در گسترهٔ جهانی، تمام شاخه‌های علوم انسانی، از روان‌شناسی گرفته تا ارتباطات و از ادبیات تا هنر، موضوعات مرتبط با خنده و شوخ‌طبعی مورد توجه جدی قرار گرفته‌اند و در هر رشته‌ای صدها پژوهش علمی در قالب مقاله و پایان‌نامه و کتاب به چاپ رسیده‌است. تأمل و تعمق در چیستی و چگونگی شکل گرفتن خنده و موقعیت طنزآمیز، اکنون دیگر نه اذهان فیلسوفان نازک اندیشی چون برگسن (۱۸۹۲ – ۱۹۴۱) که دانشمندانی در پزشکی و هوش مصنوعی را به خود مشغول داشته‌است.
این کتاب به علاقمندان طنزپژوهی، به ویژه دانشجویان و دانشگاهیان یاری می‌رساند تا با گزیده‌ای از طنزپژوهی‌ها به کوشش چند تن از مشهورترین طنزپژوهان جهان که هر یک دیدگاه و روش متفاوتی در زمینة کار خود دارند آشنا شوند.

### کتاب تحلیل گفتمان کاربردی
این کتاب با سبکی دست یافتنی و آسان نگاشته شده‌است و نقاشی‌های نویسنده و بسیاری از تصاویر دیگر به شفاف سازی و روشن ساختن آن کمک کرده‌است. آسابرگر در این کتاب در مورد اصول اساسی نظریه گفتمان بحث می‌کند و آنها را در جنبه‌های مختلف فرهنگ عامه، رسانه‌ها و زندگی روزمره به کار می‌برد. از جمله مباحثی که آنالیز می‌کند عبارتند از: سرعت یابی، تبلیغات، شوخی، استفاده از زبان، اسطوره‌ها، افسانه‌ها و فرهنگ مادی.
آرتور آسا برگر استاد برجسته هنرهای ارتباطی الکترونیکی در دانشگاه ایالتی سانفرانسیسکو، ایالات متحده است. وی تاکنون بیش از هفتاد کتاب در زمینه رسانه، فرهنگ عامه، طنز، نشانه‌شناسی و جهانگردی منتشر کرده‌است. وی در سال ۱۹۶۳ مدرس فولبرایت در ایتالیا بود و در کشورهایی مانند ایران، چین، اندونزی، آلمان و آرژانتین سخنرانی کرده‌است. وی در سال ۲۰۰۹ از طرف دانشکده روزنامه‌نگاری و ارتباطات جمعی دانشگاه آیووا انتخاب شد.

## گزیده‌ای از آثار
(1982). Media analysis techniques. Beverly Hills: Sage Publications.
(1984). Signs in contemporary culture: An introduction to semiotics. New York: Longman.
(1989). Seeing is believing: An introduction to visual communication. Mountain View, Calif: Mayfield Pub. Co.
(1997). Bloom's morning: Coffee, comforters, and the secret meaning of everyday life. Boulder, Colo: Westview Press.
(1998). Media research techniques. Thousand Oaks: Sage Publications.
(2003). Durkheim is dead!: Sherlock Holmes is introduced to sociological theory. Walnut Creek, CA: Altamira Press/Rowman & Littlefield Publishers.